# Parma Calcio 1913 2023-2024
Questa voce raccoglie le informazioni riguardanti il Parma Calcio 1913 nelle competizioni ufficiali della stagione 2023-2024.

## Stagione
I ducali disputano la terza stagione consecutiva in seconda divisione, dopo essersi piazzati al quarto posto nella precedente Serie B e aver perso poi le semifinali col Cagliari per la promozione in prima categoria. La squadra rimane in vetta al campionato per l'intero girone d'andata, conclusosi con la laurea a campione d'inverno. Nelle prime 19 partite, infatti, vengono racimolati 41 punti, (6 in più delle più dirette inseguitrici, Venezia e Como), frutto di 12 vittorie, 5 pareggi e sole 2 sconfitte (contro lo stesso Venezia e contro il Lecco, e entrambe perse di misura). Nel girone di ritorno, ottiene ancora due sconfitte, contro Modena e Catanzaro, 8 pareggi e 9 vittorie, mantenendosi così in vetta alla classifica e finendo per ottenere la promozione in Serie A a due giornate dalla fine; i tre pareggi per 1-1 contro Bari, Cremonese e Reggiana servono soltanto a racimolare punti finali dopo aver vinto per la prima volta il campionato cadetto con una giornata d'anticipo. Il suo cammino in Coppa Italia, invece, dopo le vittorie contro Bari e Lecce, si conclude agli ottavi di finale contro la Fiorentina, alla lotteria di rigori, dopo il 2-2 ai supplementari.

## Divise e sponsor
Il fornitore tecnico per la stagione 2023-2024 è Puma.. Gli sponsor di maglia sono i seguenti:
- Prometeon Tyre Group,[3] il cui brand Promoeteon appare al centro delle divise.
- Classic Football Shirts, sulla parte destra del petto.
- Canovi Coperture, sulla manica sinistra
- ITCompany,[4] il cui brand inX.aero appare sul retro sotto il numero di maglia.
- Euro Pool,[5] sui pantaloncini.

| Casa | Trasferta | Terza divisa |

## Rosa
| N. |                           | Ruolo | Calciatore                 |
| -- | ------------------------- | ----- | -------------------------- |
| 1  | Argentina (bandiera)      | P     | Leandro Chichizola         |
| 3  | Venezuela (bandiera)      | D     | Yordan Osorio              |
| 4  | Ungheria (bandiera)       | D     | Botond Balogh              |
| 7  | Polonia (bandiera)        | A     | Adrian Benedyczak          |
| 8  | Argentina (bandiera)      | C     | Nahuel Estévez             |
| 9  | Rep. del Congo (bandiera) | A     | Gabriel Charpentier        |
| 10 | Spagna (bandiera)         | C     | Adrián Bernabé             |
| 11 | Slovenia (bandiera)       | A     | Tjaš Begić                 |
| 13 | Francia (bandiera)        | A     | Ange-Yoan Bonny            |
| 14 | Argentina (bandiera)      | D     | Cristian Ansaldi           |
| 15 | Italia (bandiera)         | D     | Enrico Delprato (capitano) |
| 17 | Croazia (bandiera)        | A     | Antonio Čolak              |
| 19 | Svizzera (bandiera)       | C     | Simon Sohm                 |
| 20 | Francia (bandiera)        | D     | Antoine Hainaut            |
| 21 | Italia (bandiera)         | C     | Anthony Partipilo          |

| N. |                           | Ruolo | Calciatore          |
| -- | ------------------------- | ----- | ------------------- |
| 22 | Slovenia (bandiera)       | P     | Martin Turk         |
| 23 | Costa d'Avorio (bandiera) | C     | Drissa Camara       |
| 26 | Francia (bandiera)        | D     | Woyo Coulibaly      |
| 27 | Brasile (bandiera)        | C     | Hernani             |
| 28 | Romania (bandiera)        | A     | Valentin Mihăilă    |
| 30 | Argentina (bandiera)      | D     | Lautaro Valenti     |
| 39 | Australia (bandiera)      | D     | Alessandro Circati  |
| 40 | Italia (bandiera)         | P     | Edoardo Corvi       |
| 45 | Italia (bandiera)         | A     | Roberto Inglese     |
| 47 | Grecia (bandiera)         | D     | Vasileios Zagaritīs |
| 60 | Svezia (bandiera)         | D     | Peter Amoran        |
| 61 | Tunisia (bandiera)        | A     | Anas Haj Mohamed    |
| 64 | Francia (bandiera)        | C     | Wylan Cyprien       |
| 77 | Italia (bandiera)         | D     | Gianluca Di Chiara  |
| 98 | Romania (bandiera)        | A     | Dennis Man          |

## Calciomercato

### Sessione estiva(dall'1/7 all'1/9)
| Acquisti         | Acquisti           | Acquisti       | Acquisti      |
| R.               | Nome               | da             | Modalità      |
| ---------------- | ------------------ | -------------- | ------------- |
| P                | Martin Turk        | Sampdoria      | fine prestito |
| D                | Gianluca Di Chiara | Reggina        | svincolato    |
| C                | Wylan Cyprien      | Sion           | fine prestito |
| C                | Hernani            | Reggina        | fine prestito |
| C                | Anthony Partipilo  | Ternana        | definitivo    |
| A                | Tjaš Begić         | Vicenza        | definitivo    |
| A                | Antonio Čolak      | Rangers        | definitivo    |
| Altre operazioni |                    |                |               |
| R.               | Nome               | da             | Modalità      |
| P                | Filippo Rinaldi    | Piacenza       | fine prestito |
| P                | Alberto Rossi      | Montevarchi    | fine prestito |
| D                | Daan Dierckx       | Genk           | fine prestito |
| D                | Giuseppe Pezzella  | Lecce          | fine prestito |
| D                | Giacomo Ruggeri    | Legnago        | fine prestito |
| D                | Giovanni Vaglica   | Pro Sesto      | fine prestito |
| C                | Ahmed Ankrah       | Gorica         | fine prestito |
| C                | Matteo De Rinaldis | Rimini         | fine prestito |
| C                | Alberto Grassi     | Empoli         | fine prestito |
| C                | Jasmin Kurtić      | PAOK           | fine prestito |
| C                | Matías Mir         | Dep. Maldonado | fine prestito |
| A                | Gabriele Artistico | Renate         | fine prestito |
| A                | Daniele Iacoponi   | Foggia         | fine prestito |
| A                | Paolo Napoletano   | Messina        | fine prestito |
| A                | Fabian Pavone      | Fidelis Andria | fine prestito |
| A                | Gennaro Tutino     | Palermo        | fine prestito |

| Cessioni         | Cessioni           | Cessioni           | Cessioni      |
| R.               | Nome               | a                  | Modalità      |
| ---------------- | ------------------ | ------------------ | ------------- |
| P                | Gianluigi Buffon   |                    | fine carriera |
| P                | Antonio Santurro   |                    | svincolato    |
| D                | Elias Cobbaut      | Malines            | prestito      |
| C                | Stanko Jurić       | Real Valladolid    | prestito      |
| C                | Franco Vázquez     | Cremonese          | svincolato    |
| A                | Luca Zanimacchia   | Cremonese          | fine prestito |
| Altre operazioni |                    |                    |               |
| R.               | Nome               | a                  | Modalità      |
| P                | Andrea Piga        | Folgore Caratese   | prestito      |
| P                | Filippo Rinaldi    | Olbia              | prestito      |
| P                | Alberto Rossi      | Manfredonia        | svincolato    |
| D                | Davide Cipolletti  | Teramo             | svincolato    |
| D                | Daan Dierckx       | Standard Liegi     | definitivo    |
| D                | Giuseppe Pezzella  | Empoli             | definitivo    |
| D                | Giacomo Ruggeri    | Legnago            | definitivo    |
| D                | Giovanni Vaglica   | Trento             | prestito      |
| D                | Antonello Vona     | Brindisi           | prestito      |
| C                | Ahmed Ankrah       | Koper              | definitivo    |
| C                | Nathan Buayi-Kiala | Auxerre            | prestito      |
| C                | Alberto Grassi     | Empoli             | svincolato    |
| C                | Jasmin Kurtić      | U Craiova          | svincolato    |
| C                | Matías Mir         | Cerro Largo        | prestito      |
| C                | Stefano Palmucci   | Fermana            | prestito      |
| C                | Matteo Sementa     | Carrarese          | prestito      |
| A                | Enej Marsetić      | Koper              | definitivo    |
| A                | Gabriele Artistico | Virtus Francavilla | definitivo    |
| A                | Damiano Basili     | Pro Sesto          | prestito      |
| A                | Daniele Iacoponi   | Rimini             | prestito      |
| A                | Fabian Pavone      | Turris             | prestito      |
| A                | Dario Šits         | SPAL               | prestito      |
| A                | Gennaro Tutino     | Cosenza            | prestito      |

### Sessione invernale(dal 2/1 al 31/1)
| Acquisti         | Acquisti         | Acquisti         | Acquisti         |
| R.               | Nome             | da               | Modalità         |
| Altre operazioni | Altre operazioni | Altre operazioni | Altre operazioni |
| R.               | Nome             | da               | Modalità         |
| ---------------- | ---------------- | ---------------- | ---------------- |
| P                | Andrea Piga      | Folgore Caratese | fine prestito    |
| C                | Andrija Burcar   | Rudeš            | definitivo       |
| C                | Matteo Sementa   | Carrarese        | fine prestito    |
| A                | Eric Lanini      | Reggiana         | fine prestito    |
| A                | Kristaps Mosans  | Metta            | definitivo       |

| Cessioni         | Cessioni        | Cessioni          | Cessioni |
| R.               | Nome            | a                 | Modalità |
| ---------------- | --------------- | ----------------- | -------- |
| A                | Roberto Inglese | Lecco             | prestito |
| Altre operazioni |                 |                   |          |
| R.               | Nome            | a                 | Modalità |
| P                | Andrea Piga     | Borgo San Donnino | prestito |
| C                | Matteo Sementa  | Desenzano         | prestito |
| A                | Eric Lanini     | Benevento         | prestito |

## Risultati

### Serie B

#### Girone di andata
| Arbitro: | Monaldi (Macerata) |

|                                   |           |  |
| Benedyczak 37’ (rig.) Bernabé 66’ | Marcatori |  |

| Arbitro: | Ghersini (Genova) |

|                                  |           |  |
| Benedyczak 2’ (rig.) Bernabé 47’ | Marcatori |  |

| Arbitro: | Volpi (Arezzo) |

|                   |           |                       |
| Valoti 85’ (rig.) | Marcatori | 14’ Bonny 90+4’ Čolak |

| Parma 2 settembre 2023, ore 18:30 CEST 4ª giornata | Parma                  | 0 – 0 referto | Reggiana | Stadio Ennio Tardini (16 307 spett.)\| Arbitro: \| Manganiello (Pinerolo) \| |
| Arbitro:                                           | Manganiello (Pinerolo) |               |          |                                                                              |

| Arbitro: | Aureliano (Bologna) |

|  |           |                                                            |
|  | Marcatori | 18’ Man 25’ (rig.), 40’ Benedyczak 47’ Partipilo 84’ Čolak |

| Arbitro: | Massa (Imperia) |

|             |           |             |
| Circati 82’ | Marcatori | 19’ Pedrola |

| Arbitro: | Sacchi (Macerata) |

|                              |           |           |
| Partipilo 14’ Benedyczak 81’ | Marcatori | 46’ Nasti |

| Arbitro: | Prontera (Bologna) |

|                 |           |                     |
| Castagnetti 64’ | Marcatori | 54’ Hernani 66’ Man |

| Arbitro: | Minelli (Varese) |

|                                       |           |                                   |
| Busio 46’ Tessmann 63’ Ellertsson 78’ | Marcatori | 54’ (rig.) Benedyczak 90+3’ Čolak |

| Arbitro: | Zufferli (Udine) |

|                        |           |             |
| Man 8’ Charpentier 74’ | Marcatori | 90+2’ Barba |

| Arbitro: | Fabbri (Ravenna) |

|              |           |                         |
| Caligara 13’ | Marcatori | 7’, 34’ Man 54’ Bernabé |

| Arbitro: | Massimi (Termoli) |

|                         |           |  |
| Bonny 9’ Man 57’ (rig.) | Marcatori |  |

| Arbitro: | Pairetto (Nichelino) |

|                                    |           |                                       |
| Novakovich 23’ Buso 42’ Lepore 57’ | Marcatori | 12’ (rig.) Benedyczak 70’ Charpentier |

| Arbitro: | Chiffi (Padova) |

|                 |           |          |
| Partipilo 90+3’ | Marcatori | 59’ Duca |

| Arbitro: | Manganiello (Pinerolo) |

|  |           |                       |
|  | Marcatori | 90+4’ (aut.) Moutinho |

| Arbitro: | Massa (Imperia) |

|                                             |           |                           |
| Estévez 51’ Mihăilă 90+1’ Charpentier 90+5’ | Marcatori | 3’, 18’ Brunori 85’ Segre |

| Cosenza 16 dicembre 2023, ore 16:15 CET 17ª giornata | Cosenza          | 0 – 0 referto | Parma | Stadio San Vito-Gigi Marulla (3 631 spett.)\| Arbitro: \| Baroni (Firenze) \| |
| Arbitro:                                             | Baroni (Firenze) |               |       |                                                                               |

| Arbitro: | Dionisi (L'Aquila) |

|                                 |           |             |
| Man 10’ Cyprien 52’ Bernabé 55’ | Marcatori | 8’ Raimondo |

| Arbitro: | Ayroldi (Molfetta) |

|  |           |                     |
|  | Marcatori | 18’ Bernabé 24’ Man |

#### Girone di ritorno
| Arbitro: | Fourneau (Roma) |

|                    |           |               |
| Viviano 70’ (aut.) | Marcatori | 60’ Botteghin |

| Arbitro: | Feliciani (Teramo) |

|  |           |                                        |
|  | Marcatori | 41’ (rig.) Man 44’ Mihăilă 69’ Estévez |

| Arbitro: | Abisso (Palermo) |

|                                      |           |  |
| Battistella 15’ Abiuso 23’ Ponsi 47’ | Marcatori |  |

| Arbitro: | Marchetti (Ostia Lido) |

|                           |           |                |
| Mihăilă 21’ Camara 90+10’ | Marcatori | 26’ Pohjanpalo |

| Arbitro: | Ayroldi (Molfetta) |

|             |           |                        |
| Negro 45+3’ | Marcatori | 8’ Bernabé 38’ Hernani |

| Arbitro: | Pezzuto (Lecce) |

|                                       |           |                              |
| Benedyczak 25’ Man 81’ Delprato 90+5’ | Marcatori | 35’ Valoti 90+2’ Canestrelli |

| Arbitro: | Chiffi (Padova) |

|           |           |               |
| Verdi 24’ | Marcatori | 3’ Benedyczak |

| Arbitro: | Volpi (Arezzo) |

|            |           |               |
| Cyprien 2’ | Marcatori | 40’ Camporese |

| Arbitro: | Collu (Cagliari) |

|              |           |                                                    |
| Luperini 48’ | Marcatori | 7’ Bonny 19’ (rig.) Benedyczak 59’ (aut.) Casasola |

| Arbitro: | Marinelli (Tivoli) |

|                      |           |            |
| Man 52’ Delprato 89’ | Marcatori | 16’ Jallow |

| Arbitro: | Gualtieri (Asti) |

|              |           |                         |
| Dubickas 65’ | Marcatori | 29’ Mihăilă 68’ Estévez |

| Arbitro: | Baroni (Firenze) |

|  |           |                         |
|  | Marcatori | 11’ Biasci 39’ Antonini |

| Bolzano 6 aprile 2024, ore 14:00 CEST 32ª giornata | Südtirol               | 0 – 0 referto | Parma | Stadio Druso (5 052 spett.)\| Arbitro: \| Marchetti (Ostia Lido) \| |
| Arbitro:                                           | Marchetti (Ostia Lido) |               |       |                                                                     |

| Arbitro: | Collu (Cagliari) |

|                               |           |  |
| Hernani 45+1’ Charpentier 87’ | Marcatori |  |

| Palermo 19 aprile 2024, ore 20:30 CEST 34ª giornata | Palermo             | 0 – 0 referto | Parma | Stadio Renzo Barbera (21 120 spett.)\| Arbitro: \| Aureliano (Bologna) \| |
| Arbitro:                                            | Aureliano (Bologna) |               |       |                                                                           |

| Arbitro: | Rutella (Enna) |

|                                         |           |  |
| Bernabé 15’, 31’ Mihăilă 22’ Camara 88’ | Marcatori |  |

| Arbitro: | Rapuano (Rimini) |

|               |           |           |
| Di Cesare 68’ | Marcatori | 50’ Bonny |

| Arbitro: | Gualtieri (Asti) |

|             |           |             |
| Mihăilă 56’ | Marcatori | 25’ Vázquez |

| Arbitro: | Ghersini (Genova) |

|               |           |                  |
| Portanova 26’ | Marcatori | 61’ (rig.) Bonny |

### Coppa Italia
| Arbitro: | Fourneau (Roma) |

|  |           |                                 |
|  | Marcatori | 8’ Benedyczak 34’ Bonny 75’ Man |

| Arbitro: | Minelli (Varese) |

|                           |           |                                                           |
| Piccoli 54’ Strefezza 76’ | Marcatori | 9’ Sohm 28’ Bonny 90+5’ (aut.) Pongračić 90+7’ (rig.) Man |

| Arbitro: | Marinelli (Tivoli) |

|                                   |                      |                       |
| Nzola 83’ Sottil 89’ (rig.)       | Marcatori            | 21’ Bernabé 23’ Bonny |
| Biraghi Kouamé Milenković Beltrán | Tiri di rigore 4 – 1 | Hernani Man Camara    |

## Statistiche

### Statistiche di squadra
Statistiche aggiornate al 9 marzo 2024.
| Competizione | Punti | In casa | In casa | In casa | In casa | In casa | In casa | In trasferta | In trasferta | In trasferta | In trasferta | In trasferta | In trasferta | Totale | Totale | Totale | Totale | Totale | Totale | DR  |
| Competizione | Punti | G       | V       | N       | P       | Gf      | Gs      | G            | V            | N            | P            | Gf           | Gs           | G      | V      | N      | P      | Gf     | Gs     | DR  |
| ------------ | ----- | ------- | ------- | ------- | ------- | ------- | ------- | ------------ | ------------ | ------------ | ------------ | ------------ | ------------ | ------ | ------ | ------ | ------ | ------ | ------ | --- |
| Serie B      | 76    | 15      | 9       | 6       | 0       | 27      | 14      | 14           | 9            | 2            | 3            | 28           | 15           | 29     | 21     | 13     | 4      | 55     | 29     | +26 |
| Coppa Italia | -     | 0       | 0       | 0       | 0       | 0       | 0       | 3            | 2            | 1            | 0            | 9            | 4            | 3      | 2      | 1      | 0      | 9      | 4      | +5  |
| Totale       | 62    | 15      | 9       | 6       | 0       | 27      | 14      | 17           | 11           | 3            | 3            | 37           | 19           | 32     | 23     | 14     | 4      | 64     | 33     | +31 |

### Andamento in campionato
| Giornata  | 1 | 2 | 3 | 4 | 5 | 6 | 7 | 8 | 9 | 10 | 11 | 12 | 13 | 14 | 15 | 16 | 17 | 18 | 19 | 20 | 21 | 22 | 23 | 24 | 25 | 26 | 27 | 28 | 29 | 30 | 31 | 32 | 33 | 34 | 35 | 36 | 37 | 38 |
| --------- | - | - | - | - | - | - | - | - | - | -- | -- | -- | -- | -- | -- | -- | -- | -- | -- | -- | -- | -- | -- | -- | -- | -- | -- | -- | -- | -- | -- | -- | -- | -- | -- | -- | -- | -- |
| Luogo     | C | C | T | C | T | C | C | T | T | C  | T  | C  | T  | C  | T  | C  | T  | C  | T  | C  | T  | T  | C  | T  | C  | T  | C  | T  | C  | T  | C  | T  | C  | T  | C  | T  | C  | T  |
| Risultato | V | V | V | N | V | N | V | V | P | V  | V  | V  | P  | N  | V  | N  | N  | V  | V  | N  | V  | P  | V  | V  | V  | N  | N  | V  | V  | V  | P  | N  | V  | N  | V  | N  | N  | N  |
| Posizione | 1 | 1 | 1 | 1 | 1 | 1 | 1 | 1 | 1 | 1  | 1  | 1  | 1  | 1  | 1  | 1  | 1  | 1  | 1  | 1  | 1  | 1  | 1  | 1  | 1  | 1  | 1  | 1  | 1  | 1  | 1  | 1  | 1  | 1  | 1  | 1  | 1  | 1  |

Legenda:

Luogo: C = Casa; T = Trasferta. Risultato: V = Vittoria; N = Pareggio; P = Sconfitta.

### Statistiche dei giocatori
Sono in corsivo i calciatori che hanno lasciato la società a stagione in corso.
| Giocatore      | Serie B  | Serie B | Serie B     | Serie B    | Coppa Italia | Coppa Italia | Coppa Italia | Coppa Italia | Totale   | Totale | Totale      | Totale     |
| Giocatore      | Presenze | Reti    | Ammonizioni | Espulsioni | Presenze     | Reti         | Ammonizioni  | Espulsioni   | Presenze | Reti   | Ammonizioni | Espulsioni |
| -------------- | -------- | ------- | ----------- | ---------- | ------------ | ------------ | ------------ | ------------ | -------- | ------ | ----------- | ---------- |
| P. Amoran      | 0        | 0       | 0           | 0          | 0            | 0            | 0            | 0            | 0        | 0      | 0           | 0          |
| C. Ansaldi     | 16       | 0       | 0           | 0          | 1            | 0            | 1            | 0            | 17       | 0      | 1           | 0          |
| B. Balogh      | 17       | 0       | 3           | 2          | 0            | 0            | 0            | 0            | 17       | 0      | 3           | 2          |
| T. Begić       | 8        | 0       | 0           | 0          | 2            | 0            | 0            | 0            | 10       | 0      | 0           | 0          |
| A. Benedyczak  | 31       | 10      | 4           | 0          | 3            | 1            | 0            | 0            | 34       | 11     | 4           | 0          |
| A. Bernabé     | 35       | 8       | 6           | 0          | 3            | 1            | 0            | 0            | 38       | 9      | 6           | 0          |
| A. Bonny       | 34       | 5       | 5           | 0          | 3            | 3            | 0            | 0            | 37       | 8      | 5           | 0          |
| D. Camara      | 16       | 2       | 5           | 0          | 1            | 0            | 0            | 0            | 17       | 2      | 5           | 0          |
| G. Charpentier | 24       | 4       | 2           | 0          | 2            | 0            | 0            | 0            | 26       | 4      | 2           | 0          |
| L. Chichizola  | 37       | -33     | 3           | 0          | 0            | 0            | 1            | 0            | 37       | -33    | 4           | 0          |
| A. Circati     | 29       | 1       | 8           | 0          | 3            | 0            | 0            | 0            | 32       | 1      | 8           | 0          |
| A. Čolak       | 23       | 3       | 1           | 0          | 0            | 0            | 0            | 0            | 23       | 3      | 1           | 0          |
| E. Corvi       | 2        | -2      | 0           | 0          | 3            | -4           | 0            | 0            | 5        | -6     | 0           | 0          |
| W. Coulibaly   | 26       | 0       | 4           | 1          | 3            | 0            | 1            | 0            | 29       | 0      | 5           | 1          |
| W. Cyprien     | 18       | 2       | 3           | 0          | 1            | 0            | 0            | 0            | 19       | 2      | 3           | 0          |
| E. Delprato    | 35       | 2       | 5           | 0          | 2            | 0            | 0            | 0            | 37       | 2      | 5           | 0          |
| G. Di Chiara   | 25       | 0       | 5           | 0          | 1            | 0            | 0            | 0            | 26       | 0      | 5           | 0          |
| N. Estévez     | 32       | 3       | 6           | 0          | 2            | 0            | 1            | 0            | 34       | 3      | 7           | 0          |
| A. Hainaut     | 4        | 0       | 2           | 1          | 2            | 0            | 0            | 0            | 6        | 0      | 2           | 1          |
| A. Haj Mohamed | 0        | 0       | 0           | 0          | 0            | 0            | 0            | 0            | 0        | 0      | 0           | 0          |
| Hernani        | 36       | 3       | 5           | 1          | 2            | 0            | 0            | 0            | 38       | 3      | 5           | 1          |
| R. Inglese     | 0        | 0       | 0           | 0          | 0            | 0            | 0            | 0            | 0        | 0      | 0           | 0          |
| D. Man         | 32       | 11      | 2           | 0          | 3            | 2            | 0            | 0            | 35       | 13     | 2           | 0          |
| V. Mihăilă     | 32       | 6       | 4           | 0          | 3            | 0            | 1            | 0            | 35       | 6      | 5           | 0          |
| Y. Osorio      | 24       | 0       | 2           | 0          | 3            | 0            | 0            | 0            | 27       | 0      | 2           | 0          |
| A. Partipilo   | 26       | 3       | 3           | 0          | 1            | 0            | 0            | 0            | 27       | 3      | 3           | 0          |
| S. Sohm        | 32       | 0       | 1           | 1          | 3            | 1            | 0            | 0            | 35       | 1      | 1           | 1          |
| M. Turk        | 0        | 0       | 0           | 0          | 0            | 0            | 0            | 0            | 0        | 0      | 0           | 0          |
| L. Valenti     | 2        | 0       | 0           | 0          | 0            | 0            | 0            | 0            | 2        | 0      | 0           | 0          |
| V. Zagaritīs   | 10       | 0       | 2           | 0          | 2            | 0            | 2            | 0            | 12       | 0      | 4           | 0          |